# The Sound of Madness
The Sound of Madness is het derde studioalbum van de Amerikaanse hardrockband Shinedown. De Lead single van het album, Devour, werd voor de radio uitgebracht op 5 mei 2008. Het album werd op 24 juni 2008 uitgebracht.
The Sound of Madness is tot heden het succesvolste album van Shinedown met een multi-platinum single (Second Chance) en een gold single (If You Only Knew) in de VS. Het album werd platina vanwege een miljoen verkochte exemplaren.

## Tracklist
Alle muziek en teksten zijn geschreven door Brent Smith and Dave Bassett, behalve waar aangegeven. 
| 1.                 | Devour                              | 3:50 |
| 2.                 | Sound of Madness                    | 3:54 |
| 3.                 | Second Chance                       | 3:40 |
| 4.                 | Cry for Help                        | 3:20 |
| 5.                 | The Crow & the Butterfly            | 4:13 |
| 6.                 | If You Only Knew                    | 3:46 |
| 7.                 | Sin with a Grin                     | 4:00 |
| 8.                 | What a Shame                        | 4:18 |
| 9.                 | Cyanide Sweet Tooth Suicide         | 3:11 |
| 10.                | Breaking Inside (Smith, Bobby Huff) | 3:51 |
| 11.                | Call Me (Smith, Tony Battaglia)     | 3:43 |
| Totale duur: 41:48 |                                     |      |

| 12.                | I Own You  | 3:37 |
| 13.                | Energy     | 3:28 |
| 14.                | Son of Sam | 3:38 |
| Totale duur: 52:31 |            |      |

| 12.                  | Energy                                | 3:28 |
| 13.                  | Son of Sam                            | 3:38 |
| 14.                  | I Own You                             | 3:37 |
| 15.                  | Junkies for Fame                      | 3:26 |
| 16.                  | Second Chance (acoustic version)      | 3:40 |
| 17.                  | The Crow & the Butterfly (Pull Mix)   | 5:27 |
| 18.                  | Her Name Is Alice                     | 3:50 |
| 19.                  | Diamond Eyes (Boom-Lay Boom-Lay Boom) | 5:36 |
| 20.                  | Breaking Inside (featuring Lzzy Hale) | 3:49 |
| Totale duur: 1:17:14 |                                       |      |

| 12.                  | The Energy                          | 3:28 |
| 13.                  | Son of Sam                          | 3:38 |
| 14.                  | I Own You                           | 3:37 |
| 15.                  | Junkies for Fame                    | 3:26 |
| 16.                  | Second Chance (acoustic version)    | 3:40 |
| 17.                  | The Crow & the Butterfly (Pull Mix) | 5:27 |
| Totale duur: 1:04:59 |                                     |      |

| 1.                   | Devour (lyric video)                   | 3:47  |
| 2.                   | Devour (music video)                   | 3:48  |
| 3.                   | Second Chance (music video)            | 3:44  |
| 4.                   | Sound of Madness (music video)         | 4:14  |
| 5.                   | If You Only Knew (music video)         | 3:48  |
| 6.                   | The Crow & the Butterfly (music video) | 4:18  |
| 7.                   | What a Shame (music video)             | 4:18  |
| 8.                   | Save Me (Live from Atlanta)            | 3:38  |
| 9.                   | Devour (Live from Atlanta)             | 5:04  |
| 10.                  | Call Me (Live from Atlanta)            | 3:39  |
| 11.                  | Second Chance (Live from Atlanta)      | 3:40  |
| 12.                  | Sound of Madness (Live from Atlanta)   | 4:34  |
| 13.                  | Interview from LA                      | 18:13 |
| Totale duur: 1:06:45 |                                        |       |